# Stazione di Terme Vigliatore (1891)
La stazione di Terme Vigliatore è stata una stazione ferroviaria posta sulla linea ferroviaria Palermo-Messina. Fu dismessa nel 1991 e sostituita dal nuovo impianto.

## Storia
Venne costruita come stazione passante in superficie, sul tracciato della linea ferroviaria Palermo-Messina realizzato in ritardo rispetto al programma di costruzioni ferroviarie in Sicilia che, iniziato dalla Società Vittorio Emanuele, dovette essere completato prima dalla Società Italiana per le strade ferrate meridionali dal 1872 e finito, dal 1885 in poi, dalla Società per le Strade Ferrate della Sicilia.
La stazione, in origine denominata "Castroreale Bagni", entrò in servizio il 15 giugno 1891, unitamente al tronco Barcellona-Oliveri, della linea Messina-Palermo.
All'inizio degli anni cinquanta divenne "Castroreale Terme" e a metà degli anni settanta fu ribattezzata definitivamente "Terme Vigliatore".
Il territorio comunale nel quale era dislocata la stazione apparteneva all'autorità di Castroreale, comune montano distante dalla stazione circa 10 km; l'impianto ferroviario, infatti, aveva sede nella frazione "Bagni", chiamata successivamente "Terme". In seguito al processo di disgregazione territoriale del comune di Castroreale, con la costituzione del comune di Terme Vigliatore, quasi un decennio dopo la costituzione del nuovo comune a metà degli anni settanta l'impianto prese il nome di "Terme Vigliatore".
La stazione inizialmente era provvista solamente di un piano caricatore scoperto. Successivamente venne provvista di magazzino merci, poi demolito. Adiacente al magazzino merci vi era un binario tronco adibito ad ospitare i vagoni merci.
Tra il 1986 ed il 1988 iniziarono i lavori di raddoppio ferroviario della linea Palermo-Messina con il tronco "San Filippo-Santa Lucia-Terme Vigliatore".
I lavori comportarono uno spostamento verso nord della linea e del nuovo impianto di Terme Vigliatore, entrato in funzione il 1º dicembre 1991. Contemporaneamente la vecchia stazione di Terme Vigliatore cessò il servizio viaggiatori.
Il fabbricato viaggiatori fu utilizzato come "Posto di Passaggio dal doppio al semplice binario" fino al 21 febbraio 2000 quando venne definitivamente chiuso.
Il 3 giugno 2002 viene dismesso gran parte del tratto a semplice binario "Terme Vigliatore-Novara-Montalbano-Furnari".

## Strutture ed impianti
La stazione di Terme Vigliatore era situata al km 183 circa del vecchio tracciato a semplice binario della linea Palermo-Messina. Era dotata di un fabbricato viaggiatori, uno scalo merci dotato di piano caricatore scoperto, magazzino merci, e di una cabina per la trazione elettrica (Sala Relè).
La "Dirigenza Movimento" dell'impianto gestiva, oltre alla consueta circolazione ferroviaria all'interno della stazione, anche un passaggio a livello situato al km 182+051 e ricadente nel centro di Terme Vigliatore, soppresso e sostituito da opera alternativa tra il 2002 ed il 2003.
Il fabbricato viaggiatori era composto da un unico corpo a pianta rettangolare e subì una radicale trasformazione dagli anni settanta al piano superiore.
Il piano del ferro era composto da tre binari, di cui solo due adibiti al servizio viaggiatori. In particolare, il secondo binario era di corretto tracciato, il primo utilizzato per le precedenze mentre il terzo era un piccolo binario tronco per lo scalo merci. I due binari erano collegati da una passerella.
Nel 2010 l'intera zona del vecchio impianto ferroviario è stata interessata da lavori per la costruzione di un grande parco attrezzato, da parte di RFI. Ciò ha comportato la muratura e la demolizione di numerose aperture del fabbricato viaggiatori, tra cui la vecchia sede della "Dirigenza Movimento".

## Servizi
La stazione era fornita di
- Biglietteria a sportello
- Sala d'attesa
- Deposito bagagli con personale
- Servizi igienici
- Bar